# 托雷斯-德拉阿拉梅达
托雷斯德拉阿拉梅达，是西班牙马德里自治区的一个市镇。总面积43.8平方公里，总人口7899人（2013年），人口密度180人/平方公里。